# Edelsheim-Gyulai Lipót (1826–1893)
Marosnémethi és nádaskai báró Edelsheim-Gyulai Lipót Vilmos (Karlsruhe, 1826. május 10. – Budapest, 1893. március 27.) császári és királyi lovassági tábornok (k.u.k. General der Kavallerie).

## Élete
Leopold Wilhelm von Edelsheim néven született, de amikor gróf Gyulai Ferenc és Antonia Wratislav-Mitrowsky grófnő adoptálták, magyarosította a nevét. Alig lehetett 16 éves, amikor belépett a Császári-Királyi Hadseregbe (Kaiserlich-Königliche Armee), és részt vett a magyarországi hadjáratban. Ezalatt főhadnagyi rangban Windischgrätz alatt küzdött a bábolnai, a móri és a szolnoki csatában is. A későbbiekben Magenta és Solferino csataterein a 10. huszárezred vezetőjeként jeleskedett. A háború után fegyvernemének egy a speciális magyar lovasságiéhoz hasonló szabályzatot szerkesztett. Ezen szabályzat annyira bevált, hogy később Európa majdnem összes hadseregénél használták. Az 1866. évi königgrätzi csatában való helytállásáért altábornaggyá nevezték ki. 1869-ben a lovasság főfelügyelője lett, 1874-ben pedig Magyarország főhadparancsnoka.
1886-ban Janszky Lajos tábornok ügye miatt Edelsheim-Gyulai nyilatkozatot adott ki, s ezt még Tisza miniszterelnök is megemlítette a képviselőházban. Ezt követően Edelsheim-Gyulait nyugdíjazták, mely valószínűleg az említett nyilatkozat miatt történt. Nyugdíjazása rendkívüli módon emelte népszerűségét. Ezek után a fővárosi társasélet egyik kiemelkedő alakja lett. 1893-as halálhíre nagy részvétet keltett az egész országban.

## Címei, kitüntetései
- a császári és királyi hadsereg főhadnagya (1842-től)
- huszárezred-parancsnok
- altábornagy (1866-tól)
- lovassági főfelügyelő (1869-től)
- főhadparancsnok (1874-től)
- báró (1882-től)

## Családja
Felesége, Friderika Kronau (1841-1918) egyetlen gyermeket szült neki:
- Lipót József (1863-1928), felesége: szerémi herceg Odescalchi Irma Paulina Anna Ilona